# Кравченко Платон
Кравченко Платон (р.н. невідоме — 1906?)

## З життєпису
Кобзар з с. Шихворостівки, Миргородського повіту, Полтавщина.
В час експедиції Ф. Колесси для запису мелодій українських дум, він уже був покійний, але О. Сластіон ще за його життя записав на валиках від нього фраґменти дум 1) Про Озівських бартів 2) Про вдову й трьох синів. Співав він без акомпанименту.
Після розшифровки запису Ф. Колесса відмітив, що його спів відзначається добірною деклямацією й особливою артистичною досконалістю.